# Ophthalmitis diurnaria
Ophthalmitis diurnaria är en fjärilsart som beskrevs av Achille Guenée 1858. Ophthalmitis diurnaria ingår i släktet Ophthalmitis och familjen mätare. Inga underarter finns listade i Catalogue of Life.